# Neues Palais (Darmstadt)
Il Neues Palais (Palazzo Nuovo) a Darmstadt è stato la principale residenza di città del Casato d'Assia.
Fu costruito tra il 1864 ed il 1865, come residenza cittadina del Granduca Luigi IV e di sua moglie la Principessa Alice d'inghilterra. 
In seguito divenne la residenza del loro figlio e successore Ernesto Luigi d'Assia. 
Tra 1940 e 1944 fu sede della Geheime Staatspolizei.
Dopo aver delimitato per quasi un secolo l'estremità occidentale della Wilhelminenplatz il palazzo, fu distrutto dai bombardamenti, insieme alla maggior parte della città, nel 1944 durante la Seconda guerra mondiale.
Le rovine furono demolite nel 1955.
I progetti di ricostruzione, per esempio sotto forma di una sala da concerto (Paul Bonatz) non furono realizzati.

## Storia

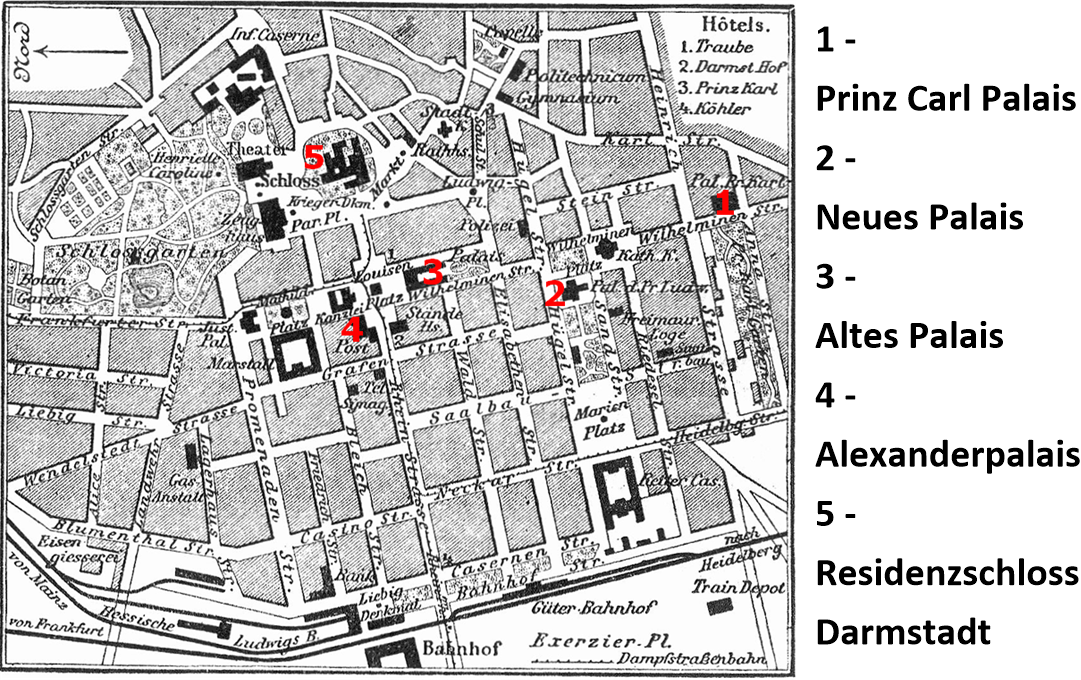
Pianta storica di Darmstadt negli anni 1880,
con il Neues Palais.

Il Neues Palais  a Darmstadt fu costruito negli anni 1864/65 sul terreno che all'epoca era del giardino botanico. L'architetto di Mainz Magonza Conrad Kraus progettò questa residenza di città per commissione della regina Vittoria del Regno Unito  per sua figlia Alice d'inghilterra, che nel 1862 aveva sposato il futuro Granduca Luigi IV. In seguito divenne la residenza del loro figlio e successore Ernesto Luigi d'Assia. 
Questi fece diventare il Neues Palais la culla del fiorente nuovo indirizzo artistico, lo stile liberty (Art Nouveau) di Darmstadt. Ancor prima della fondazione della Künstlerkolonie invitò prominenti artisti ad arredare le stanze del Neue Palais in questo "gusto moderno". Già in passasto le stanze erano state rinnovate varie volte, come negli anni intorno al 1870 l'arredamento del “salone verde”.
Nel 1895 nacque nel Neues Palais la figlia di Ernst Ludwigs Elisabetta detta "das Prinzesschen" (la "principessina"), che morì in età infantile nel 1903 (famosa tomba alla Rosenhöhe).
Nel 1919 fu concordato fra lo Stato dell'Assia e il deposto granduca Ernesto Luigi, che il Neues Palais divenisse proprietà privata di Ernst Ludwig.
Il Neues Palais, fra il 1940 e il 1944 fu sede della Gestapo, e fu distrutto nella notte fra l'11 e il 12 settembre 1944 durante l'attacco aereo su Darmstadt. 
Le rovine furono demolite nel 1955. I progetti di ricostruzione, per esempio sotto forma di una sala da concerto (Paul Bonatz) non furono realizzati.
L'area su cui sorgeva il Neues Palais è oggi la piazza Georg-Büchner-Platz.
Nonostante il Palais con i suoi arredamenti sia stato uno dei più importanti precursori dello stile Liberty, è ormai quasi dimenticato. Al posto del giardino del palazzo fu eretto nel 1972 il nuovo Teatro comunale, edificio oggi adibito a Archivio di Stato.

## Architettura
L'ordinamento architettonico delle facciate del palazzo mostra elementi romani e veneziani. La struttura della costruzione si rifà a principi barocchi e classicisti.
Il palazzo era largo 64 metri e alto fino a 18 metri. Era dotato di una risalita centrale di sette piani e due ali laterali più besse, ciascuna di cinque piani.
La scelta poco felice della pianta era stata causa di critiche già nella fase di pianificazione e la sequenza poco pratica delle stanze aveva portato a critiche accanite. Il complesso era destinato fin dall'inizio a scopi di rappresentantza del Granduca, non solo come palazzo principesco, ma anche come residenza. Fr ail 1896/97 Ernst Ludwig fece arredare e modernizzare due stanze private, la stanza della colazione e la stanza di ricevimento dagli architetti M. H. Baillie Scott und Charles Robert Ashbee che aderivano al Arts and Crafts Movement. Nel 1897 seguì l'arredamento dello studio e della stanza di lavoro per mano di Otto Eckmann. Ulteriori rinnovi e rifacimenti seguirono verso il 1900 secondo i progetti di Ludwig von Hofmann. Nel 1902 fu consegnata la sala di musica second il progetto di Joseph Maria Olbrich. Un ristrutturamento fu eseguito da Albin Müller nel 1914.